# Steleoneura novemmaculata
Steleoneura novemmaculata là một loài ruồi trong họ Tachinidae.